# Henri Voes et Jean Van Eschen
 (mars 2018).
Si vous disposez d'ouvrages ou d'articles de référence ou si vous connaissez des sites web de qualité traitant du thème abordé ici, merci de compléter l'article en donnant les références utiles à sa vérifiabilité et en les liant à la section « Notes et références ».
Henri Voes et Jean Van Eschen furent les premiers martyrs protestants, brûlés le 1er juillet 1523 à Bruxelles.
À la suite de la publication des 95 thèses de Martin Luther, plusieurs moines du couvent augustin d'Anvers se convertirent à la doctrine de Luther. François Vander Hulst, le premier inquisiteur désigné par l'Empereur Charles Quint et membre du conseil du Brabant, traita l'affaire en convoquant le prieur du couvent, Jacques Praepositus. Une fois présent celui-ci fut arrêté et, après quelques jours d'incarcération, avoua et fit acte d'abjuration dans la Cathédrale Saints-Michel-et-Gudule à Bruxelles. 
Durant l'incarcération du prieur, les moines nommèrent Lambert Thoren comme prieur et continuèrent à prêcher la doctrine de Luther. L'inquisiteur les fit arrêter. Contrairement aux autres moines, Thoren, Voes et Van Eschen refusèrent de se rétracter. Ils furent ecclésiastiquement dégradés sur la Grand-Place de Bruxelles. Thoren demanda un nouveau délai de réflexion. Le même après-midi de juillet 1523, Voes et Van Eschen furent mis à mort sur le bûcher dressé sur la Grand-Place. Leur exécution dura quatre heures. Ils comptent au nombre des martyrs de la liberté de penser.
Leur mort marque le début de l'Inquisition menée dans les Pays-Bas espagnols. Martin Luther composa son premier chœur en leur mémoire, Un beau Chant des deux Martyrs de Christ, brûlés à Bruxelles par les sophistes de Louvain (Ein neu Lied von den zweyen Marterern Christi, zu Brüssel von den Sophisten zu Löwen verbrannt en allemand).

« Un épais nuage de fumée noire et âcre s'éleva lentement vers le ciel, enveloppant la tour de l'hôtel de ville comme un voile de deuil. La foule indignée et tumultueuse s'était finalement dispersée en maugréant, impuissante à s'opposer à cette manifestation macabre de la tyrannie... »